# Mark McKoy
Mark Anthony McKoy (Georgetown, 10 dicembre 1961) è un ex ostacolista canadese naturalizzato austriaco, campione olimpico dei 110 metri ostacoli a Barcellona 1992.

## Record nazionali

### Seniores
Record nazionali canadesi
- 50 metri ostacoli indoor: 6"25 ( Kōbe, 5 marzo 1986)
- 60 metri ostacoli indoor: 7"41 ( Toronto, 14 marzo 1993)
- 110 metri ostacoli: 13"08 ( Villeneuve-d'Ascq, 2 luglio 1993)

Record nazionali austriaci
- 110 metri ostacoli: 13"14 ( Parigi, 3 settembre 1994)

## Palmarès
| Anno                            | Manifestazione          | Sede         | Evento   | Risultato        | Prestazione | Note                  |
| ------------------------------- | ----------------------- | ------------ | -------- | ---------------- | ----------- | --------------------- |
| In rappresentanza del Canada    |                         |              |          |                  |             |                       |
| 1982                            | Giochi del Commonwealth | Brisbane     | 110 m hs | Oro              | 13"37       |                       |
| 1982                            | Giochi del Commonwealth | Brisbane     | 4×100 m  | Argento          | 39"30       |                       |
| 1983                            | Mondiali                | Helsinki     | 110 m hs | 4º               | 13"56       |                       |
| 1984                            | Giochi olimpici         | Los Angeles  | 110 m hs | 4º               | 13"45       |                       |
| 1986                            | Giochi del Commonwealth | Edimburgo    | 110 m hs | Oro              | 13"31       |                       |
| 1986                            | Giochi del Commonwealth | Edimburgo    | 4×100 m  | Oro              | 39"15       |                       |
| 1987                            | Mondiali indoor         | Indianapolis | 60 m hs  | Finale           | dnf         |                       |
| 1987                            | Mondiali                | Roma         | 110 m hs | 7º               | 13"71       |                       |
| 1988                            | Giochi olimpici         | Seul         | 110 m hs | 7º               | 13"61       |                       |
| 1991                            | Mondiali indoor         | Siviglia     | 60 m hs  | Bronzo           | 7"49        |                       |
| 1991                            | Mondiali                | Tokyo        | 110 m hs | 4º               | 13"30       |                       |
| 1992                            | Giochi olimpici         | Barcellona   | 110 m hs | Oro              | 13"12       |                       |
| 1993                            | Mondiali indoor         | Toronto      | 60 m hs  | Oro              | 7"41        | Record dei campionati |
| In rappresentanza dell' Austria |                         |              |          |                  |             |                       |
| 1995                            | Mondiali indoor         | Barcellona   | 60 m hs  | 4º               | 7"46        |                       |
| 1996                            | Giochi olimpici         | Atlanta      | 110 m hs | Quarti di finale | 13"64       |                       |

## Altre competizioni internazionali
1993
- Bronzo alla Grand Prix Final ( Londra), 110 m hs - 13"36

1994
- Argento alla Grand Prix Final ( Parigi), 110 m hs - 13"14